# Дружков, Юрий Николаевич
Юрий Николаевич Дружков (27 сентября 1959, Саратов — 5 января 2006, там же) — советский и российский поэт-песенник. Известен прежде всего как автор текстов для песен группы «Комбинация» и Алёны Апиной. Композиции на его слова пели также Татьяна Овсиенко, Филипп Киркоров, Александр Буйнов, Аркадий Укупник, Ярослав Евдокимов, Екатерина Шаврина, группы «Дюна», «Шахерезада» и другие эстрадные артисты России конца XX и начала XXI века.

## Биография

### Карьера
Детство провёл в пристанционном посёлке Паницкая в 60 км от Саратова, построенном вблизи колонии строго режима. По окончании школы вместе с матерью переехал в Саратов. В 15 лет начал сочинять песни и организовал собственную рок-группу. Учился в медицинском училище, которое однако не окончил, затем работал обувщиком, телемастером и цензором в местах лишения свободы. С 1985 года активно публиковал в местных газетах и журналах стихи, статьи, юморески. Работал продавцом газет в киоске «Союзпечать» (позже «Роспечать»), расположенном неподалёку от входа в главный корпус Саратовского государственного технического университета.
В конце 1980-х годов его земляки Александр Шишинин и Виталий Окороков решили создать женский поп-проект под названием «Комбинация» и попросили Дружкова написать для группы несколько текстов песен. В итоге поэт значится автором слов для таких композиций коллектива как «Серёга», «Берег красный, берег белый», «Любовь уходит не спеша» и ряда других. Сам Дружков также утверждал, что ему принадлежат тексты и некоторых других песен группы, в частности, «American Boy» и «Russian Girls», хотя их номинальным автором был указан Шишинин.
Когда одна из двух вокалисток «Комбинации», Алёна Апина, покинула ансамбль и начала сольную карьеру, Дружков стал писать тексты и для неё. В их числе были слова к песням «Ксюша», «Лёха», «Всё так не просто» и прочим апинским хитам первой половины 1990-х годов. В этот период поэт характеризовал певицу как свою подругу, подчёркивая, что Апина первой среди артистов публично сообщила, что тексты для неё пишет именно он и, вероятно, благодаря этому сюжет о нём появился в программе «МузОбоз», а к его киоску потянулись поклонники в надежде получить контакты и автографы исполнителей. Сама Апина в то время также называла Дружкова своим «совершенно сумасшедший другом» и «безумно талантливым поэтом». «Он мне присылает свои гениальные разработки. А я довожу до конечной цели — делаю песню», — описывала их творческие взаимоотношения певица.
Помимо этого, поэт знакомился с выступавшими в Саратове эстрадными знаменитостями и предлагал им свои стихи. В результате песни на слова Дружкова пели Филипп Киркоров, Татьяна Овсиенко, Александр Буйнов, группа «Дюна» и другие популярные российские исполнители. Несмотря на такой успех его творчества, поэт продолжал торговать газетами в саратовском киоске «Союзпечать». В городе Дружков имел репутацию большого ребёнка, фантазёра и мистификатора, ходил по редакциям газет, но в то же время был обижен на знаменитостей. В интервью он жаловался, что денег за свои тексты практически не получает, а некоторые артисты и поэты присваивают авторство его работ себе (в этом он обвинял, например, Апину, Аркадия Укупника и Михаила Танича).
В 1998 году (по другим данным — в 2003) Дружков лишился своего основного заработка — однажды ночью кто-то сжёг его киоск с прессой. Вместе с газетами и журналами сгорели 100 с лишним новых текстов и первые главы романа, в котором поэт собирался описать подноготную шоу-бизнеса. В попытке возобновить карьеру в музыке и пристроить уцелевшие стихи, Дружков отправился в Москву, где общался с известными музыкантами, передавая им свои работы в расчёте на авторские выплаты в будущем, но безрезультатно. Как вспоминал Окороков, поэт в силу скромного характера не вписывался в богемную тусовку и поэтому ни с кем из знаменитостей подружиться так и не смог. В начале 2000-х годов скончалась мать Дружкова. После этого он стал злоупотреблять алкоголем.
В 2003 году Дружков вступил в саратовское отделение партии ЛДПР. Его образ жизни в этот период был предметом частых жалоб соседей в милицию — те отмечали, что его квартира стала притоном для бомжей и алкоголиков, которые постоянно устраивали в доме пьяные оргии и дебоши. Сам же Дружков дважды подвергался грабежу с применением насилия, после чего с травмами оказывался в больнице. Ежемесячно РАО, где были зарегистрированы некоторые песни на его слова, переводило на имя поэта небольшие суммы денег, однако он всё пропивал. Последние годы жизни Дружков пребывал в большой нужде, а в местной прессе несколько раз появлялись слухи о его смерти. За несколько лет до своей кончины поэт также проходил лечение в психиатрической клинике.

### Убийство
Информация о смерти Дружкова появлялась как минимум трижды. Первый раз он инсценировал свою смерть, выслав приятелям похоронку на собственное имя; во второй — неожиданно исчез из города на полгода, и соседи в конце концов обратились в милицию с заявлением о том, что Дружков скончался. Третий раз — летом 2005 года — его сочли умершим по ошибке, так как в Саратове погиб его однофамилец (по другим данным человек с похожей фамилией — Дружинин).
В начале января 2006 года Дружков скончался по-настоящему: он был убит в собственной квартире своим знакомым, молодым саратовским поэтом Тимофеем Астахиным. Причиной смерти стало ножевое ранение в шею, полученное во время ссоры. Согласно показаниям самого Астахина, конфликт произошёл на почве сексуального домогательства к нему Дружкова.
Дружков был похоронен в Саратове на Новом Елшанском кладбище 11 января 2006 года. На мероприятии присутствовало 12 человек, почти половину из которых составляли журналисты (представителей шоу-бизнеса не было). Деньги на похороны (около 1000 долларов) выделила солистка группы «Комбинация» Татьяна Иванова, которая приехала в город, однако сама церемонию также не посетила.

## Творчество
Песни на слова Дружкова исполняли многие популярные артисты российской эстрады. Как вспоминал композитор и постоянный соавтор поэта Виталий Окороков, тот был крайне плодотворен и в день сочинял от 10 до 30 стихов, а особенно ему удавались песни, названные по именам, такие как «Ксюша» и «Лёха» Алёны Апиной или «Анисья» и «Митрофан» Филиппа Киркорова (своё имя Дружков увековечил в композиции «Юрочка» Лизы Мялик). Также, по словам Окорокова, поэт умел писать не только простые и лёгкие стихи, но и серьёзную глубокую лирику, например, «Любовь уходит не спеша» (группа «Комбинация»). Наряду с упомянутыми, в Реестре произведений российских правообладателей РАО права Дружкова как автора или соавтора зарегистрированы на тексты более чем 120 песен, среди которых:
- «Девятка» («Комбинация»)
- «Серёга» («Комбинация»)
- «Берег красный, берег белый» («Комбинация»)
- «Милый мой, родной» («Комбинация»)
- «Хватит, довольно» («Комбинация»)
- «Пойдём со мной» («Комбинация»)
- «Попурри» («Комбинация»)
- «Всё так не просто» (Алёна Апина)
- «Ив Сен-Лоран» (Алёна Апина)
- «Бедовая девчонка» (Алёна Апина)
- «Было, девки, было» (Алёна Апина)
- «Танцевать до утра» (Алёна Апина)
- «День рождения» (Алёна Апина)
- «Ты зачем говоришь о любви» (Алёна Апина; позднее Сергей Жуков и Ева Польна)
- «Пляжный сезон» (Алёна Апина)
- «Были слёзы» (Алёна Апина)
- «Дружочек» (Алёна Апина; написана в соавторстве с ней же)
- «Осенний лист» (Аркадий Укупник)
- «Непонятный мой» (Лиза Мялик)
- «Где-то далеко» (Лиза Мялик)
- «Яшка-цыган» (Филипп Киркоров)
- «Гриша» (Татьяна Овсиенко)
- «А любовь не имеет границ» (Александр Буйнов)
- «Верочка» (Ярослав Евдокимов)
- «Вишнёвый сад» (Ярослав Евдокимов)
- «Уходи, любовь!» (Ярослав Евдокимов)
- «Берег левый, берег правый» (группа «Шахерезада»)
- «Свадьба в Малиновке» («Шахерезада»)
- «На крутом берегу» («Шахерезада»)
- «Мне так хотелось быть любимой» (Екатерина Шаврина)
- «Пожизненно буду любить» (Екатерина Шаврина)

## Претензии на авторство
По словам Дружкова, в первых альбомах группы «Комбинация» его стихи (в частности, для композиций «Russian Girls» и «American Boy») были приписаны продюсеру коллектива Александру Шишинину, а самому поэту ни авторских, ни доли выручки от концертов ансамбля не платили. Так, по утверждению Дружкова, он передал Шишинину более 50 текстов песен, за что продюсер сулил ему «до 30 процентов прибыли», но обещания так и не сдержал. Помимо этого, поэт заявлял, что сама идея «той „Комбинации“, какой её знают все» тоже принадлежала ему.
Представитель группы Андрей Цепов в 1992 году признал, что Дружков передал им через Виталия Окорокова несколько десятков текстов. Конкретно он назвал пять записанных на тот момент песен на стихи поэта: «Вишнёвая девятка», «Красное платье», «Модница», «Любовь уходит не спеша» и «Берег красный, берег белый». За них Дружков, согласно Цепову, получил «определённую сумму», которая его устроила, но приехать в Москву для работы над альбомом (с оформлением авторских прав и гонорара) поэт отказался «по семейным обстоятельствам» и официально по финансовым вопросам не обращался ни к Шишинину, ни к студии «Гала», хотя группа готова вести с ним дела через договоры, акты приёмки и прочие юридические документы. При этом к созданию ансамбля Дружков, по словам Цепова, никакого отношения не имел — контакты с поэтом начались уже после появления коллектива. Как отмечал Дружков, после гибели Шишинина (убит в 1993 году), он смог восстановить свои авторские права на тексты некоторых шлягеров группы при помощи Алёны Апиной, с которой стал работать в рамках её сольной карьеры. Так, автором или соавтором стихов для песен «Не грусти», «Модница» и «Пойдём со мной» в переизданиях альбомов «Комбинации» 2004 года вместо Шишинина значился уже Дружков.
Согласно Окорокову, Дружков был «страшным фантазёром», любившим «травить байки» о своём сотрудничестве с «Комбинацией», хотя на деле основные шлягеры написал для сольной карьеры Апиной, подарив также пару песен Филиппу Киркорову, Аркадию Укупнику и Татьяне Овсиенко. По словам композитора, поэт не сочинил для группы «ни одной полноценной песни», а все его тексты приходилось очень долго править. Из «хитов», по данным Окорокова, авторству Дружкова принадлежала лишь «Вишнёвая девятка», а тексты «American Boy», «Russian Girls» и «Два кусочека колбаски» написали коллективно сам Окороков, Апина и Татьяна Иванова. Позднее, согласно Окорокову, Дружков и вовсе стал безвозмездно раздаривать свои стихи — Киркоров, Апина и Укупник, приезжая в Саратов, спешили в киоск к Дружкову, где тот вручал им тетради с новым материалом, оговариваясь: «Мне всё равно, чьё имя вы поставите под этим текстом». В начале 1990-х годов, по словам Окорокова, Дружков безо всяких бумаг иногда всё же получал «шальные суммы», тратя их на выпивку, но чаще просил не денег, а лишь купить водку и закуску.
В итоге Дружков называл себя фактическим автором слов для таких песен как «Моя голубка» и «Розы на снегу» (Киркоров), «Штирлиц» (Укупник), «Метко» (группа «Гости из будущего») и многих других. Помимо этого, он жаловался, что Апина без указания его авторства использовала стихи из тетрадки, которую он подарил ей ещё во времена «Комбинации»; в частности, согласно поэту, слова композиции «Узелки» были написаны им, а вовсе не Михаилом Таничем. Тем не менее официально на самих пластинках и в Реестре произведений российских правообладателей РАО, авторами данных текстов значатся другие люди, а не Дружков. Сам поэт объяснял, что выплаты за тексты песен, зарегистрированных в РАО, — это «какие-то копейки», поступающие нерегулярно, и поэтому многие авторы продают песни конкретным артистам «по несколько тысяч долларов за каждую», но среди тех исполнителей, кому он напрямую отдавал свои тексты, ему заплатили только Александр Буйнов и Ярослав Евдокимов — «по сотке» — а все остальные, в частности лидер группы «Дюна» Виктор Рыбин, затем от него отмахивались. В 1993 году Дружков также утверждал в интервью, что исполнители присваивали себе не только его тексты, но и музыку, которую он, в отсутствие знания нотной грамоты, напевал для них на диктофонную плёнку.
По воспоминаниям Апиной, Дружков был очень креативным человеком, фонтанировавшим идеями, но сам воплотить их в жизнь на должном уровне не мог, поэтому многие его тексты приходилось сильно переделывать, сохраняя лишь общую тему или задумку. Певица отмечала, что не в курсе деталей оформления его прав на тексты в «Комбинации», однако на своих пластинках авторство поэта она указывала во всех песнях, где сохранилась хоть одна написанная им строчка. Так, по словам Апиной, обстояли дела, например, с композицией «Ксюша», где от оригинального текста Дружкова осталась лишь фраза «Ксюша, юбочка из плюша». В то же время к тексту песни «Бухгалтер», который Дружков тоже называл своим, согласно Апиной, он не имел никакого отношения — слова были полностью написаны ей самой. Её авторство в отношении этих стихов подтверждал и Окороков, сочинивший для «Бухгалтера» музыку. Юридически текст композиции также оформлен на Апину, как на самих релизах, так и в реестре РАО. Наконец Танич, по убеждению певицы, вряд ли вообще знал о существовании Дружкова, поскольку они были «птицами разного полёта», а «Узелки» сочинил ещё в начале 1990-х годов для мюзикла «Лимита» (премьера которого состоялась в 1994-м), и песня просто ждала своего часа.

## Награды и память
Дружков неоднократно становился лауреатом премии «Песня года» (1993, 1994, 1995, 2003).
В 2024 году образ Дружкова был воплощён в телесериале «Комбинация». Роль поэта сыграл актёр Дмитрий Смолев.

## Семья
Мать — Евдокия Сафоновна Дружкова. Её первый муж — Пётр Дружков — служил в милиции и в ходе Великой Отечественной войны в 1942 году погиб на фронте. Впоследствии, переехав с Севера в Саратов, она работала надзирателем в колонии, а потом следователем в Кировском районном отделе внутренних дел.
Отец — Николай — состоял в браке с другой женщиной, но во время знакомства с матерью Дружкова назвался вдовцом. Позже вернулся к жене, но с сыном продолжал поддерживать отношения.
Сестра по матери — Людмила Петровна Дружкова.

## Комментарии
1. ↑  Приведённые даты рождения и смерти указаны на надгробии (таким образом он умер в возрасте 46 лет)[1]. Вместе с тем в различных новостных материалах о смерти Дружкова фигурировала дата кончины 4 января, а также ночь с третьего на четвёртое и ночь на пятое. Кроме того, возраст на момент смерти указывался как 47 лет (в качестве месяца рождения упоминался сентябрь). В таком случае выходило, что годом рождения Дружкова является 1958-й[2][3][4][5][6].
2. ↑  Из пяти названных Цеповым текстов, в итоге за авторством или соавторством Дружкова на официальных релизах «Комбинации» (вплоть до выхода переизданий альбомов в 2004 году) значились три: «Вишнёвая девятка», «Любовь уходит не спеша» и «Берег красный, берег белый»[19][20][21].
3. ↑  В оригинальных релизах автором или соавтором текстов композиций «Не грусти», «Модница» и «Пойдём со мной» был указан Шишинин[23][24], тогда как в переизданиях вместо него значится уже Дружков[25][26]. Из них в реестре РАО на Дружкова зарегистрированы только слова песни «Пойдём со мной» — с пометкой «3»; эта же песня дублируется на Шишинина с пометкой «1». Остальные два текста в РАО числятся за Шишининым[27]. Упомянутое Цеповым авторство Дружкова в отношении текста песни «Красное платье» не отражено нигде — Шишинин фигурирует как автор и в альбоме, и в РАО[25][27]. Текст песни «American Boy» значился за Шишининым в оригинале[20] и остался за ним как в переиздании[28], так и в РАО (в реестр внесён как «Американский мальчик»)[27]. Автором слов для композиции «Русские девочки» («Russian Girls») в ранних релизах значился Шишинин[19][23][24], а в переизданиях — Иванова и Окороков[25][26]; в РАО текст «Russian Girls» зарегистрирован на Шишинина[27]. Слова песен, указанные в альбомах за авторством или соавторством Дружкова изначально («Любовь уходит не спеша», «Серёга», «Вишнёвая девятка» («Девятка»), «Берег красный, берег белый», «Милый мой, родной», «Хватит, довольно» и «Попурри»)[19][21] сохранились за ним и в переизданиях (кроме «Любовь уходит не спеша», в переиздания не вошла)[29], а также в РАО[27].